# يوتا يمازو
يوتا يمازو (باليابانية: 今津 佑太) (مواليد 8 يوليو 1995) هو لاعب كرة قدم ياباني.

## وصلات خارجية
- يوتا يمازو على موقع رابطة كرة القدم اليابانية للمحترفين (اليابانية)
- يوتا يمازو على موقع قاعدة بيانات كرة القدم.إي يو (الإنجليزية)
- يوتا يمازو على موقع Soccerway.com (الإنجليزية)
- يوتا يمازو على موقع عالم كرة القدم.نت (الإنجليزية)